# シベリウス・モニュメント

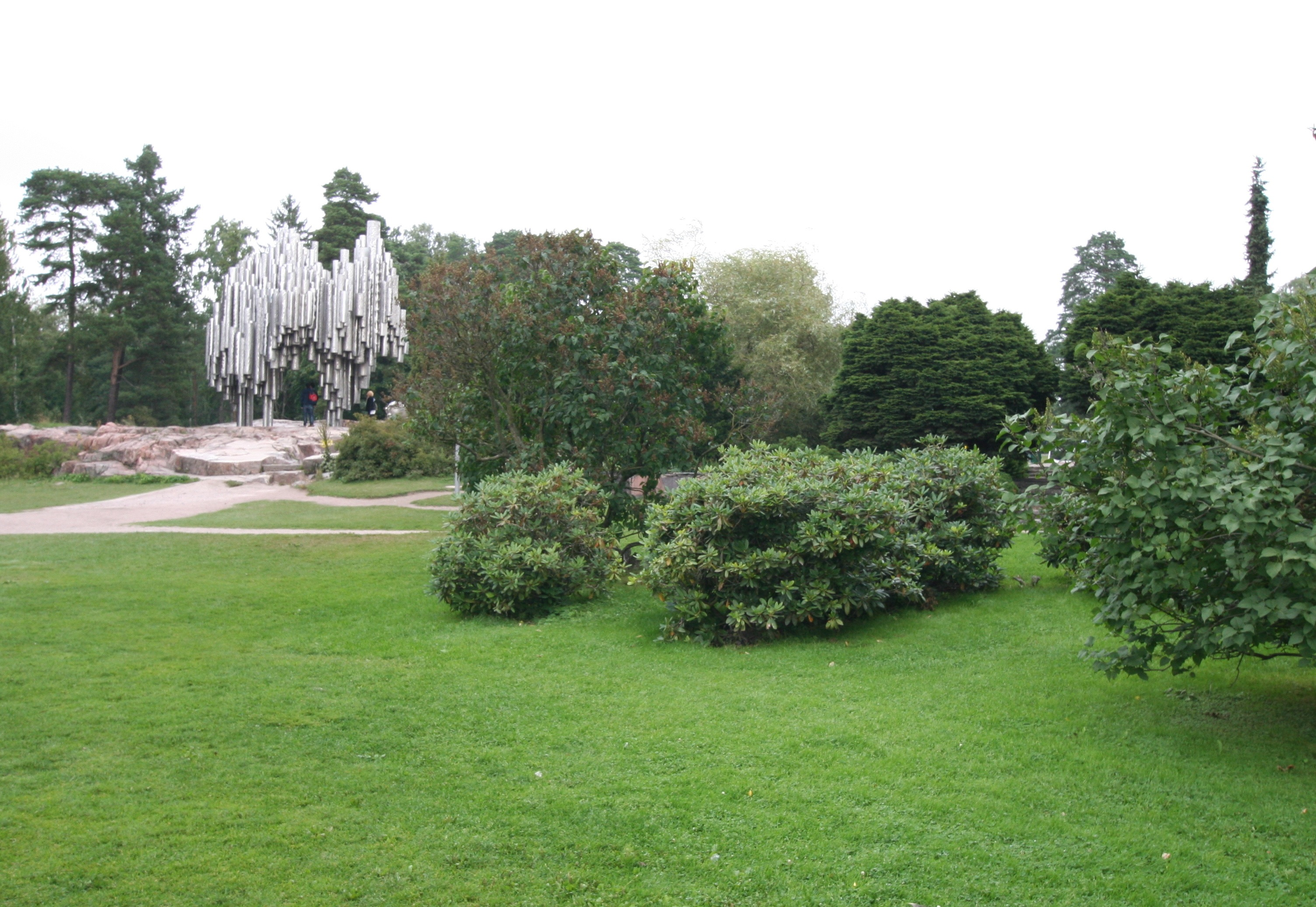
シベリウス・モニュメント（左奥）

シベリウス・モニュメント（フィンランド語: Sibelius-monumentti; スウェーデン語: Sibeliusmonumentet）は、エイラ・ヒルツネンがデザインし作曲家のジャン・シベリウスに捧げられたモニュメント。モニュメントはフィンランドの首都、ヘルシンキのトゥーロ地区に位置するシベリウス公園内に設置されている。

## 概要
このモニュメントはフィンランドの彫刻家エイラ・ヒルツネンが『Passio Musicae』という題で制作した作品であり、1957年9月7日に除幕された。シベリウスの死去に伴い同年にシベリウス協会が催した大会では本作が勝利している。大会は先の受賞作品が破棄されてから2回行われている。抽象的作品の是非を巡って活発な議論が交わされた。本作はオルガンのパイプを模したデザインに見えるがシベリウスが遺したオルガン曲はわずかしか知られていなかったのである。彫刻の主要部の隣にシベリウスの顔が取り付けることによって、ヒルツネンは批判に対応することとなった。
モニュメントは600本以上の中空の鉄パイプが波のような形状で溶接されてできている。ヒルツネンはこうすることによってシベリウスの音楽の本質を捉えようとした。重量は24トン、周囲は8.5m×10.5m×6.5mの大きさである。
同じモニュメントの縮小版がパリのユネスコ本部に設置されている。また、ヒルツネンが設計した同じ構想を持つ作品がニューヨークの国際連合本部ビル内に展示されている。

## 公園内のモニュメント

### カレワラ・モニュメント
1939年、Leo and Regina Wainstein財団により、彫刻家たちが公園内に設置される作品を設計する大会が開催された。条件はフィンランドの国民的叙事詩『カレワラ』の情景を表現したものであることだった。アーッレ・アールトネンが出品作『イルマタルとカモ』（Ilmatar ja sotka）で優勝し、銅製の作品が1946年に除幕された。

## ギャラリー

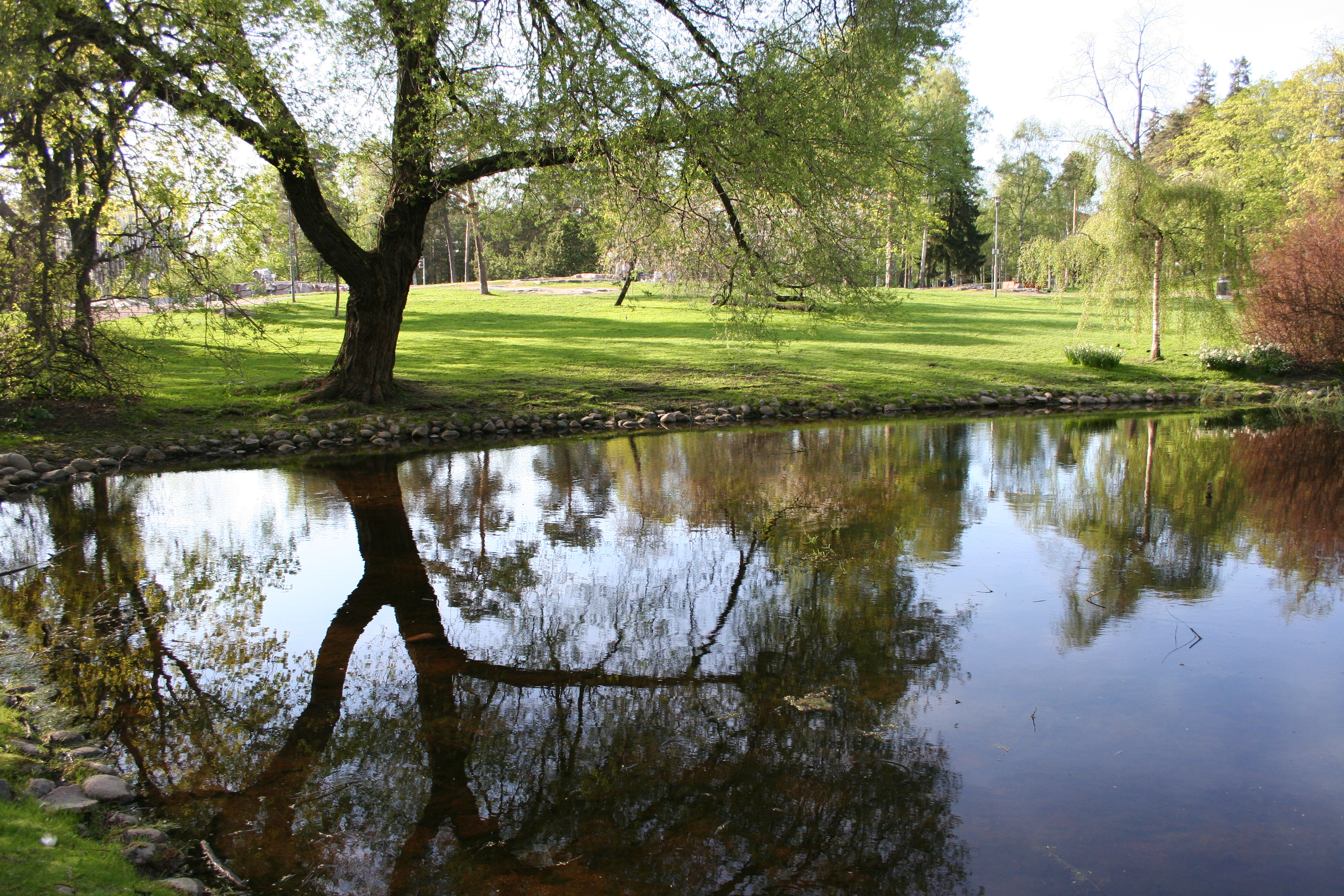
シベリウス公園
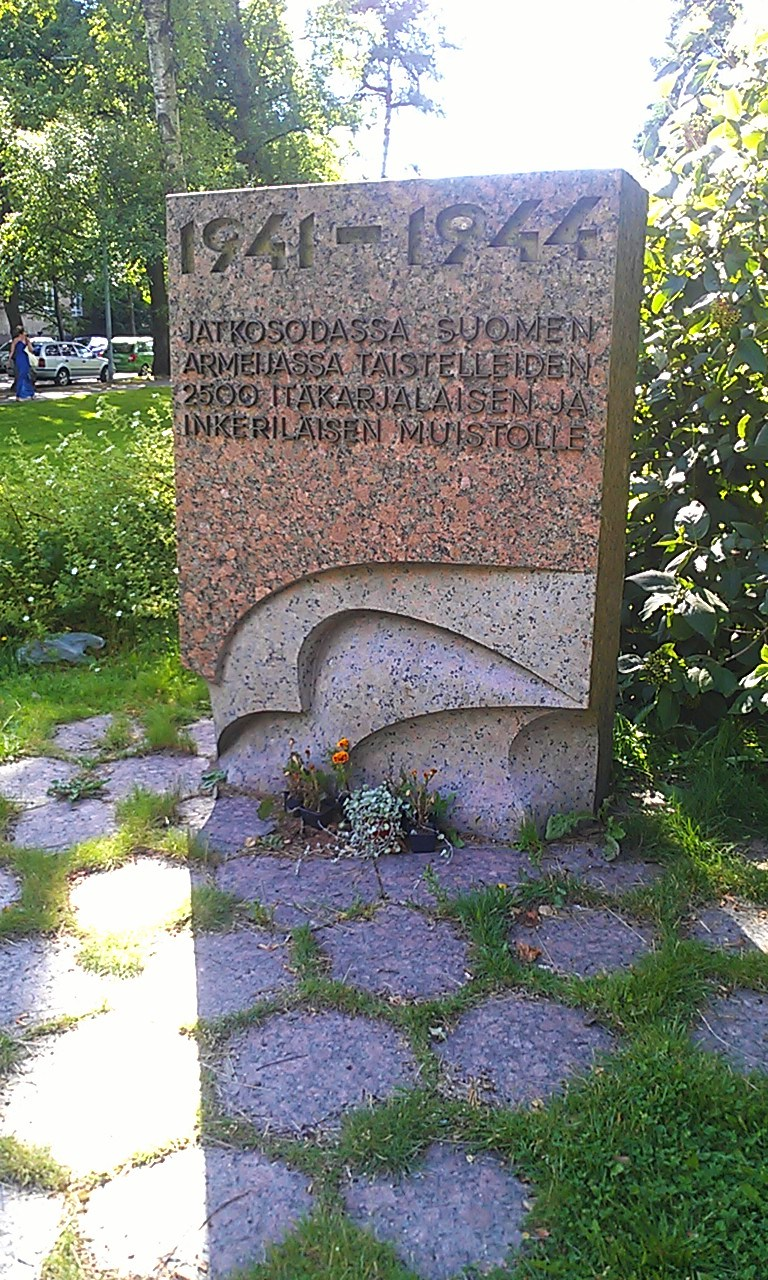
シベリウス公園内の第二次世界大戦モニュメント
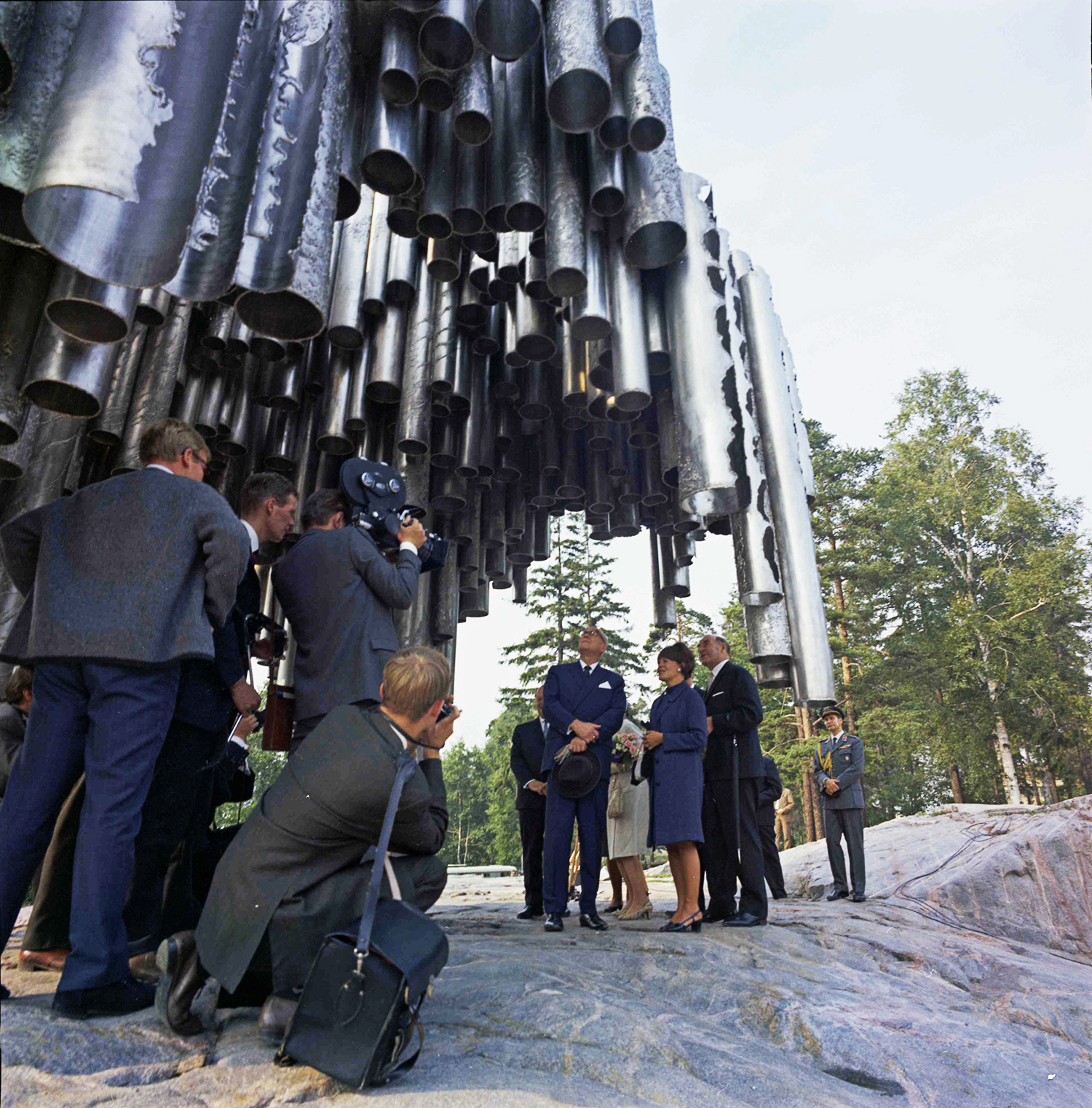
除幕に訪れたウルホ・ケッコネン首相とエイラ・ヒルツネン